# Ludvig Schytte

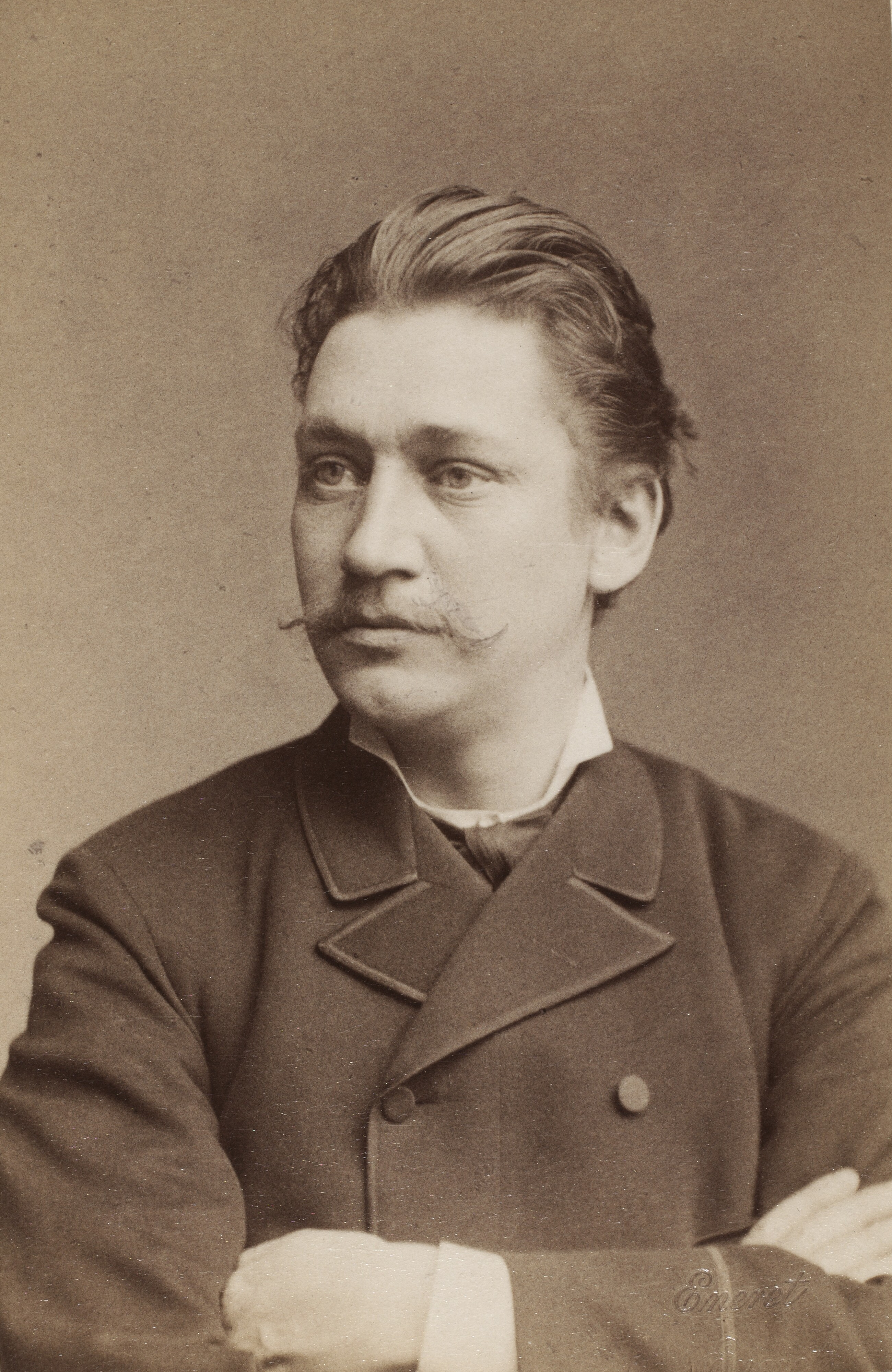
Ludvig Schytte

Ludvig Theodor Schytte (* 28. April 1848 in Aarhus; † 10. November 1909 in Berlin) war ein dänischer Pianist, Komponist, Musikpädagoge und Musikschriftsteller.

## Leben
Schytte studierte zuerst in Kopenhagen bei Niels Wilhelm Gade und Edmund Neupert. 1884 ging er nach Weimar, wo er bei Franz Liszt studierte.
Von 1886 bis 1907 lebte er in Wien, von da an bis zu seinem Tode in Berlin. Er schrieb zahlreiche kleinere Klavierstücke, die heute als Salonstücke bezeichnet werden, eine Klaviersonate und einige Bühnenwerke. Gemeinsam mit Moriz Rosenthal gab er eine Klavierschule heraus.

## Werke

### Klavierwerke
- Concert für Piano und Orchester op. 28
- Sonate (B dur) op. 53
- 25 kleine Etüden op. 108
- Spanische Nächte (Nuits en Espagne). Charakteristische Stücke für das Klavier zu vier Händen op. 114

### Bühnenwerke
- Hero (UA Kopenhagen 1898)
- Der Mameluk (UA Wien 1903)